# Kanton Moulins-Engilbert
Der Kanton Moulins-Engilbert war von 1790 bis 2015 ein französischer Wahlkreis im Arrondissement Château-Chinon (Ville), im Département Nièvre und in der Region Burgund; sein Hauptort war Moulins-Engilbert.
Der Kanton war 296,47 km² groß und hatte 4.370 Einwohner (Stand 2006). Er lag im Mittel auf 297 Meter über dem Meeresspiegel, zwischen 196 m in Isenay und 818 m in Villapourçon. 

## Gemeinden
Der Kanton bestand aus zehn Gemeinden:
| Gemeinde               | Einwohner Jahr | Fläche km² | Bevölkerungsdichte | Code INSEE | Postleitzahl |
| ---------------------- | -------------- | ---------- | ------------------ | ---------- | ------------ |
| Isenay                 | 107 (2013)     | –          | – Einw./km²        | 58135      | 58290        |
| Maux                   | 64 (2013)      | –          | – Einw./km²        | 58161      | 58290        |
| Montaron               | 163 (2013)     | –          | – Einw./km²        | 58173      | 58250        |
| Moulins-Engilbert      | 1.523 (2013)   | –          | – Einw./km²        | 58182      | 58290        |
| Onlay                  | 157 (2013)     | –          | – Einw./km²        | 58199      | 58370        |
| Préporché              | 200 (2013)     | –          | – Einw./km²        | 58219      | 58360        |
| Saint-Honoré-les-Bains | 809 (2013)     | –          | – Einw./km²        | 58246      | 58360        |
| Sermages               | 201 (2013)     | –          | – Einw./km²        | 58277      | 58290        |
| Vandenesse             | 338 (2013)     | –          | – Einw./km²        | 58301      | 58290        |
| Villapourçon           | 447 (2013)     | –          | – Einw./km²        | 58309      | 58370        |

## Bevölkerungsentwicklung
| 1962  | 1968  | 1975  | 1982  | 1990  | 1999  | 2006  |
| ----- | ----- | ----- | ----- | ----- | ----- | ----- |
| 5.866 | 6.237 | 5.599 | 4.913 | 4.571 | 4.302 | 4.370 |